# Campionato indiano di pallavolo maschile
Il campionato indiano di pallavolo maschile è un insieme di tornei pallavolistici per squadre di club indiane, istituiti dalla Federazione pallavolistica dell'India.

## Struttura
- Campionati nazionali professionistici:

Pro Volleyball League: a girone unico, partecipano sei squadre.